# 累积多烯烃

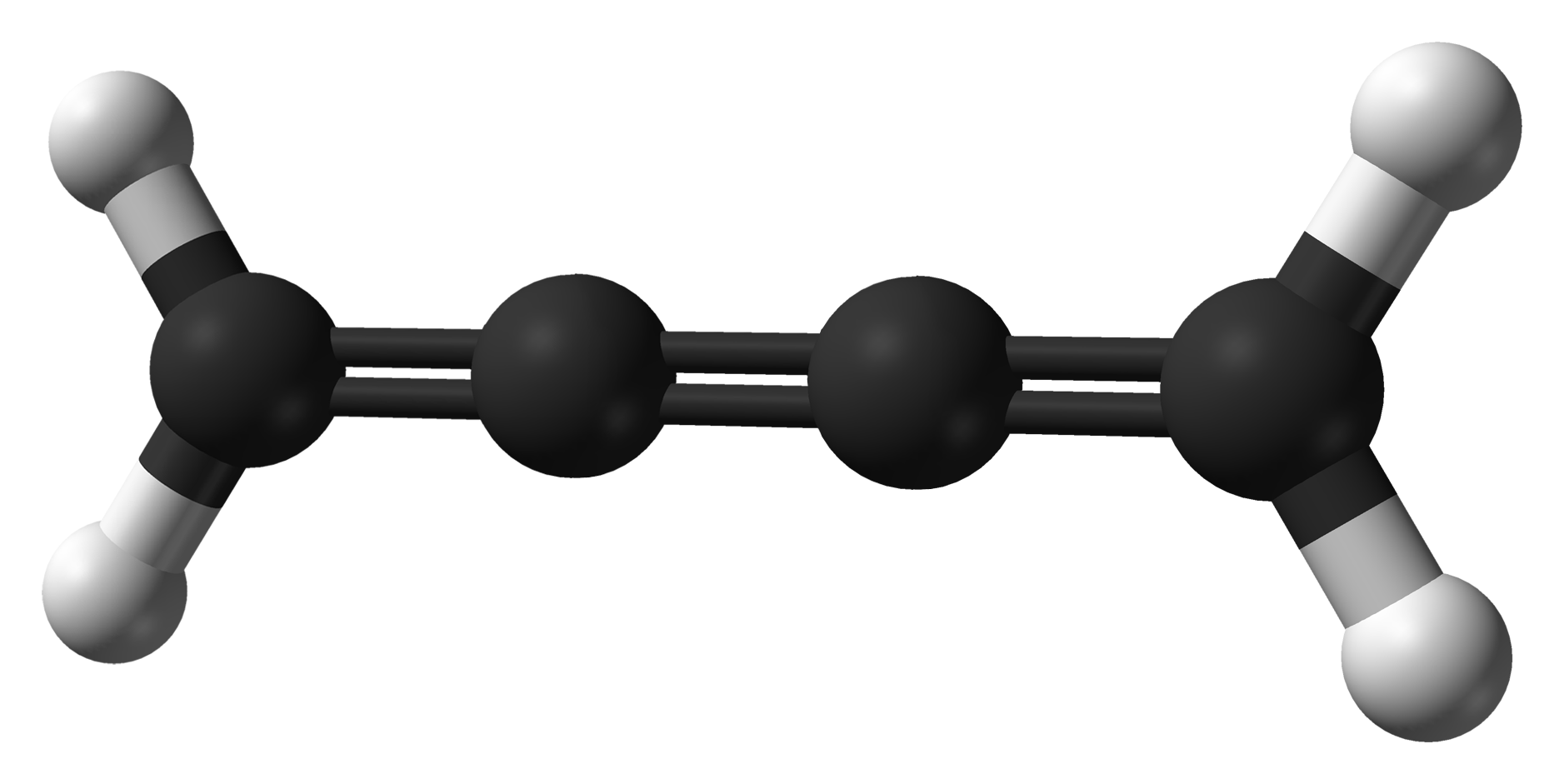
1,2,3-丁三烯，最简单的累积多烯烃

累积多烯烃是具有三个或更多累积（连续）双键的烃。它们类似于累积二烯烃，但它们具有更长的链。此类中最简单的分子是丁三烯（H
2C=C=C=CH
2）。累积多烯烃与大多数烷烃和烯烃不同，往往与炔烃一样坚硬，有潜力用于分子纳米技术中。聚炔烃是另一种刚性碳链。累积多烯烃存在于外层空间氢元素稀少的区域中（见天体化学）。含有杂原子的累积多烯烃称为杂原子累积多烯烃，一个例子是二氧化三碳。

## 合成
第一个得到报告的丁三烯合成是1921年的四苯基丁三烯的合成。丁三烯最常见的合成方法是基于偕二卤代亚乙烯基的还原偶联。1977年，据报告，四苯基丁三烯通过2,2-二苯基-1,1,1-三溴乙烷与铜元素在二甲基甲酰胺中的同源偶联合成。